# رجل دالي

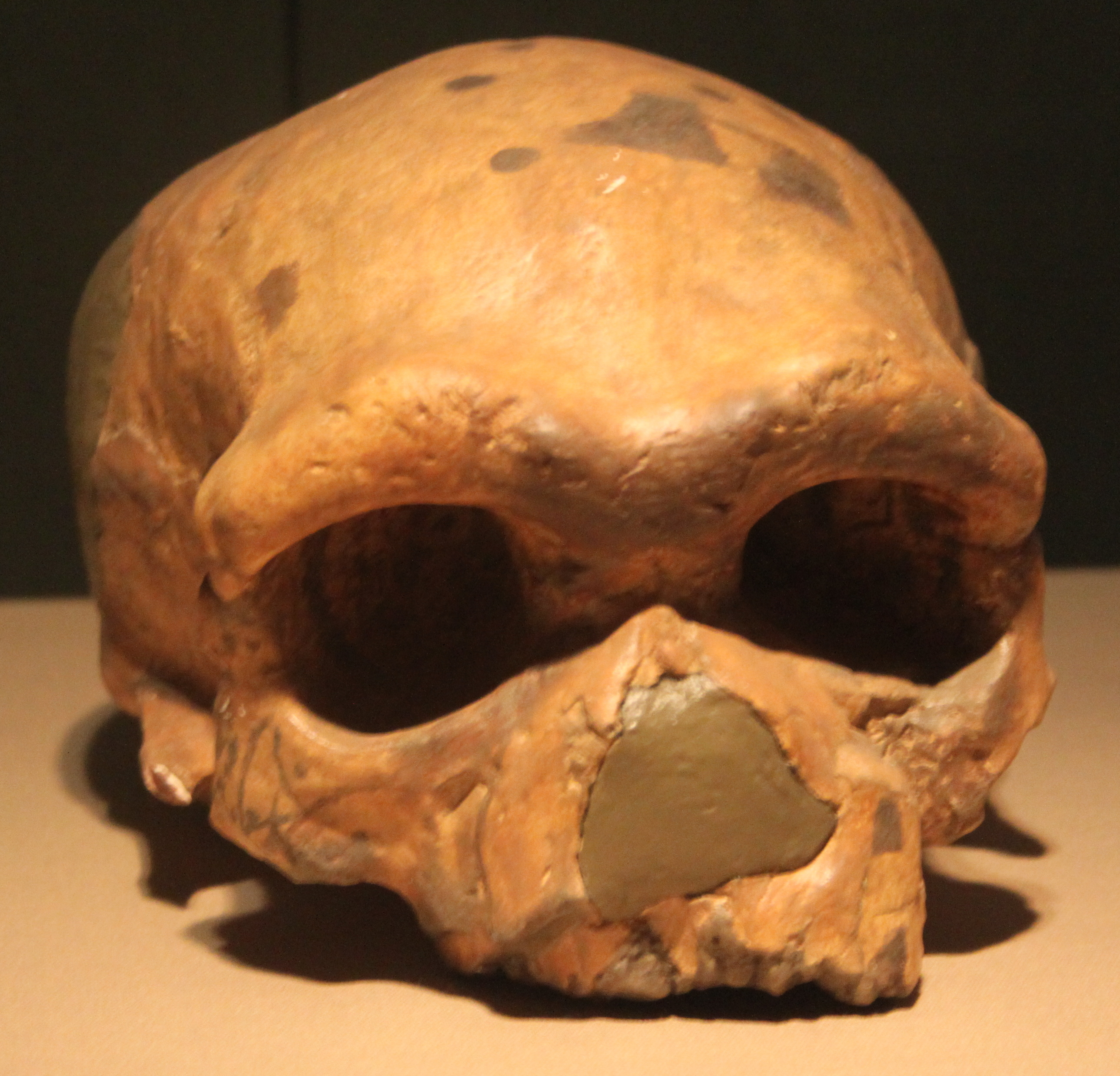
جمجمة رجل دالي، متحف مقاطعة شنشي، شيآن، معرض تشو الغربي.

الاسم رجل دالي (بالصينية: 大荔人) يشير إلى بقايا الإنسان المنتصب، أو الهوموسابيان القديم. الّذي عاش في أواخر منتصف الحقبة البلستوسينية. البقايا تشمل جمجمةً متحجرةً بالكامل، تمّ اكتشافها من قبل ليو شونتانغ في عام 1978 في مقاطعة دالي، محافظة شينشي، الصين. تقدير عمر الجمجمة هو أمرٌ تحت النقاش، بينما تمّ تقدير عمر أسنان ثور بطريقةٍ سلسلةٍ اليورانيوم في نفس الموقع بحوالي 260,000. من غير الواضح إذا ما كانت الجمجمة البشرية وأسنان الثور يرجعان بالعمر إلى نفس الفترة. الأحفورة تعتبر من أكثر الجماجم اكتمالًا في الصين من تلك الفترة الزمنية.
الوصول إلى رجل دالي مُقيد، الجمجمة موجودة حاليًا في معهد الفقاريات لعلم مستحاثات البشر والمتحجرات في بكين، الصين.

## أوصاف الجمجمة
جمجمة رجل دالي مثيرةٌ للإهتمام للأنثروبولوجيين الحديثيين، لأنّها مثالٌ محفوظٌ بشكلٍ جيدٍ للهوموسابيان القديم، فيها مزيجٌ من الآثار الآتية من الهومو إريكتوس و الهوموسابيان. تفاصيل الوجه و الجمجمة بالرغم من ذلك، تختلف عن إنسان النياندرتال الأوروبي، والبشر الأوروبيين الأوائل، كما في البقايا التي عُثِرَ عليها في كهف بيترالونا وأتابيوركا.

## القبو الجمجمي
الجمجمة واطئةٌ وطويلةٌ بالرغم من أنّ النهاية الخلفية للجمجمة مدورةٌ، بخلاف الجمجمة الحديثة الواسعة ذات القاعدة العريضة في الهومو إريكتوس، أو الواسعة من الأعلى في البشر المعاصرين. على الرغم من ذلك، يُلاحظ وجود عظمةٍ مدببةٍ أو سهميةٍ في منطقة العظمة الأمامية في الجمجمة، سمةٌ موجودةٌ في الهومو إريكتوس، ولكن قليلٌ في البشر المعاصرين. الدماغ يظهر بأنّه يجلس بشكلٍ أساسيٍ خلف الوجه، مما يعطي جبهة وجهٍ واطئةٍ جدًا. المساحة الجمجمية قُدرت بحوالي 1120 سنتيمتر مكعب، في النهاية الدنيا للمدى الذي يمتلكه البشر المعاصرين، والنهاية العليا للمدى لدى الهومو إريكتوس. قاعدة الجمجمة أقل قوة من الهومو إريكتوس. الحافة الخلفية تفتقر إلى ارتباط عضلات الرقبة الثقيلة الذي شوهد في تلك المجموعة. بخلاف الشكل الأنبوبي المميز الموجود في الهومو إريكتوس. الطبق الطبلاني رقيقٌ ومتشابك، وهي حالةٌ مشابهةٌ لتلك التي في البشر المعاصرين.
بخلاف جماجم الهومو إريكتوس، جمجمة دالي تفتقر إلى الشكل المضغوط بين الوجه و القبو الجمجمي.

## الوجه
الوجه يعتليه قوسٌ حاجبيٌ كبيرٌ. القوس ينحني فوق كلّ عين، بخلاف الشكل المستقيم الموجود في رجل بيكنك من كهف جاوكوديان. الإنحناء يشبه القوس الحاجبي في الإنسان القديم من الناحية الهيكلية في أوروبا و أفريقيا. عظام الخد دقيقةٌ، وعظم الأنف مسطحٌ، مرةً أخرى هنالك مزيجٌ مثيرٌ للاهتمام من السمات. خلال التحجر، الفك الأعلى تم كسره و خلعه للأعلى، مما أعطى الجمجمة شكلًا يوحي بأن لديها وجهًا قصيرًا جدًا. إذا ما تم إعادة بناء الوجه، فمن المحتمل أن يتكون وجهٌ بأبعادٍ مشابهةٍ للأبعاد الموجودة في جمجمة رجل جينوشان.

## التفسير
لقد كان هنالك نقاشٌ حول كيفية تصنيف الأحفورة من ناحية الأنواع، بعض الانثروبولوجيين أصروا على كونها من الأنواع الإقليمية للهومو هيديلبيرجينسيس، وآخرون صنفوها كصنفٍ يُمثل الهوموسابيان الأوائل، فلا يوجد هناك إجماعٌ حاليٌ عن الحالة النوعية لأحفورة دالي. بعض الأنثروبولوجيين، من الصينيين بشكلٍ ملحوظٍ، يستشهدون بصفات جمجمة دالي وغيرها من الأحافير المشابهة الصينية التي تعود لتلك الحقبة كدليلٍ على الاستمرار الجيني في الهوموسابيان المعاصرين اليوم، بسبب أن سمات دالي موجودةٌ اليوم في السكان من الهوموسابيان الصينيين. بالمقابل، كثيرًا ما يناقش أن البشر الصينيين المعاصرين لم يتطوروا في أفريقيا، ولكن عوضًا عن ذلك تطوروا في الصين من خط منفصل من الهومو إريكتوس. هذا الموقف ثابتٌ مع "فرضية التعدد الأقليمي"، التي تقول بأن مجموعاتٍ سكانيةً مختلفةً في الكوكب تطورت لتصبح لديها الخواص العرقية الحالية في بيئاتٍ منفصلة، على عكس ما يُقال في الفرضية الشائعة "الأصل الوحيد الحديث"، التي تجزم بأن الهوموسابيان المعاصرين تطوروا بشكلٍ منفردٍ في أفريقيا، وانتشروا في الكوكب من هناك، خلال هجرةٍ جماعيةٍ حديثةٍ.

## اكتشافاتٌ أخرى محتملةٌ من نوع دالي
تشكيلةٌ من جماجم الهومو البدائية وضعت مؤقتًا مع اكتشاف دالي. رجل المابا، جمجمةٌ مؤلفةٌ من شظايا عمرها 120 إلى 140 ألف سنة من غواندونغ في الصين، تبين نفس الملامح العامة للوجه. هيكلٌ عظميٌ جزئيٌ مع جمجمةٍ من جينيوشان في الصين تبدوا أنها تعود لنفس المجموعة، تتميز بصفاتٍ مثل غطاء جمجمةٍ قويٍ، ولكن مع قاعدة جمجمةٍ أقل قوةً. عضوٌ رابعٌ آخر من الممكن أن يكون جمجمة النارمادا من مادهيا براديش في الهند، مؤلفةٌ من قبوٍ جمجميٍ واحدٍ قويٍ.
أشباه الإنسان من دينيسوفا، يمثَلون بعظام أصابع قوية جدًا، وُجدت في جبال التالي في روسيا، يُستشهد بها لاحتمالية ارتباطها بإنسان دالي. دراسات الحمض النووي أظهرت أن العظم يعود إلى امرأةٍ، مع حمضٍ نوويٍ مايتوكوندري يربطها مع انفصالٍ عميقٍ في شجرة البشر، حوالي مليون سنة في القَدَم. هذا يجعل الحمض النووي تابعًا للإريكتوس بدلًا من الهيديلبيرجينسيس أو انفصالاتٍ حديثةٍ أخرى. على الرغم من ذلك، تحليل الحمض النووي الذري يشير إلى مجموعة شقيقة مع النياندرتال. وهكذا، من المحتمل أنّ البشر القديمين في آسيا كانوا مزيجًا من أقرباء الناندرتال و مجموعة سكانية من الهومو إريكتوس كانت منتشرةً سابقًا.